# Konopiště
Konopiště er et slot uden for Prag, der husede den østrig-ungarske tronfølger Franz Ferdinand og hans familie. I dag fungerer slottet som museum, hvor der ikke er flyttet meget på tingene, siden det var beboet. Man kan blandt andet se Franz Ferdinands ca. 475.000 jagttrofæer, og en masse smukke møbler og billeder.
Slottet blev brugt til at filme visse scener i filmen Illusionisten fra 2006.